# Ingolf Wunder
Pour les articles homonymes, voir Wunder.
Ingolf Wunder est un pianiste autrichien, né le 8 septembre 1985 à Klagenfurt (Autriche). Il a notamment remporté le deuxième prix (ex æquo) lors du XVIe Concours international de piano Frédéric Chopin à Varsovie en 2010.

## Biographie

### Études musicales
Ingolf Wunder commence l’apprentissage de la musique à l’âge de 4 ans. Il apprend tout d’abord le violon, puis son professeur le convainc d’étudier le piano, alors qu’il a 14 ans, lorsqu’il découvre son don pour cet instrument (en l’entendant un jour jouer du piano, alors qu’il attend pour prendre sa leçon de violon).
Il étudie aux conservatoires de Klagenfurt et Linz, puis à la « Universität für Musik und darstellende Kunst Wien » à Vienne. Il prend régulièrement des conseils auprès du pianiste polonais Adam Harasiewicz, lui-même premier prix du Concours Chopin en 1955.

### Concours Chopin 2010
Le 2e prix (ex æquo avec le pianiste russo-lituanien Lukas Geniušas) remporté lors du XVIe Concours International de Piano Frédéric Chopin à Varsovie en octobre 2010 a donné un nouvel élan à la carrière d’Ingolf Wunder. Outre le fait qu’il y remporte également deux prix spéciaux : ceux pour la meilleure performance dans un concerto et dans la Polonaise-Fantaisie Op.61, Ingolf Wunder s’est révélé au fil des étapes le préféré du public, de la critique et de la presse. 
Une polémique est ainsi née de l’annonce des résultats (la pianiste russe Yulianna Avdeeva obtenant le premier prix). Le musicologue et journaliste Adam Rozlach a, par exemple, déclaré : « C’est la plus grande surprise dans l’histoire de ce concours ». Le quotidien Rzeczpospolita titre « Un verdict bouleversant » le lendemain des résultats, qualifiant même le jeu de la gagnante de « lamentablement prévisible ». The Warsaw Voice constate, lui, que « le public et les critiques étaient d’accord pour dire qu’Ingolf Wunder (Autriche) aurait dû gagner le premier prix » et qu’ « après le troisième tour, Wunder semblait surclasser tous les candidats, excepté le Bulgare Evgeni Bozhanov », mais qu’après la finale, alors que Bozhanov n’avait pas convaincu, Wunder était « sensationnel et s’est positionné comme le meilleur pianiste ».
Dans les faits, sept jurés sur douze ont placé dans leur vote Yulianna Avdeeva en 1re position en finale (dont Martha Argerich qui a défendu son choix dans la presse et salué la victoire d’une femme pour la première fois depuis sa propre victoire en 1965), tandis que cinq sur onze seulement ont placé Ingolf Wunder en première position (dont quatre jurés les ayant placés tous deux premiers ex æquo). Ce sont les (respectivement) 6e, 4e et 4e places dans les votes des pianistes Michie Koyama, Martha Argerich et Nelson Freire qui se sont révélées les plus pénalisantes dans le classement final d'Ingolf Wunder. Pour autant, la pianiste russe a obtenu de meilleures notes moyennes à chaque étape du concours.

### Carrière
Ingolf Wunder s’est produit, dès l'âge de 14 ans, au Konzerthaus de Vienne. Deux ans plus tard, il joue le 3e concerto pour piano de Prokofiev avec l’Orchestre Philharmonique de Radio-France, sous la direction d’Emmanuel Krivine. Il se produit également avec l'Amadeus Chamber Orchestra sous la direction d’Agnieszka Duczmal et l’Orchestre national de Montpellier.
À l'occasion de récitals de piano, Ingolf Wunder s'est produit à de nombreuses reprises en Allemagne, en Autriche et en Pologne, mais également en France (notamment au Festival de La Roque-d'Anthéron), au Luxembourg, en Belgique, en Espagne, au Portugal, à Chypre, aux États-Unis, en Argentine, au Canada, en Chine. 
Après le Concours Chopin 2010, il s'est produit avec les autres lauréats lors d’une tournée au Japon, en Russie, au Canada et aux États-Unis avec l'Orchestre philharmonique de Varsovie, sous la direction d’Antoni Wit.
Son jeu est régulièrement comparé à celui de son « maître », Adam Harasiewicz, lui-même comparé à Rubinstein lors de sa victoire au Concours Chopin en 1955.

## Discographie
Ingolf Wunder a signé un contrat d’exclusivité avec Deutsche Grammophon en février 2011. Son premier CD chez Deutsche Grammophon est sorti en juin 2011 : il comprend les principales œuvres de Chopin pour piano, qu’Ingolf Wunder a eu l’occasion de jouer lors du Concours international Frédéric Chopin en octobre 2010. Un premier CD, édité par la radiotélévision autrichienne ÖRF, était précédemment sorti en 2006. Il comprend des œuvres de Chopin, de Ravel (Gaspard de la Nuit) et de Liszt. Son deuxième album chez Deutsche Grammophon, intitulé "300", sort en janvier 2013. Ce titre se réfère aux trois siècles passés de musique pour piano ainsi qu'à l'année du 300e récital de piano de l'artiste.
- Touch, ORF, 2006, ORF-CD453
- Chopin, Ingolf Wunder, Institut Frédéric Chopin, 2CD, mai 2011
- Chopin Recital, Deutsche Grammophon, juin 2011, CD 477 9631
- 300, Deutsche Grammophon, janvier 2013, CD 479 0084

## Prix et récompenses
- 1999 : Premier Prix au Concours international de musique « Premio Vittoria Caffa Righetti » à Cortemilia (Italie)
- 1999 : Gagnant de son groupe d’âge au XIVe Concours européen de Musique de Turin (Italie)
- 1999 : Premier prix au Concours de piano Steinway à Hambourg (Allemagne)
- 2000 : Premier prix au Concours Musical de France à Asti (Italie)
- 2000 : Premier prix au Concours « Prima la musica 2000 » de Feldkirch (Autriche)
- 2000 : Premier prix au VIe Trophée international de Casarza Ligure (Italie)
- 2001 : Prix Liszt de la Ville de Budapest au 36e Concours international de piano Franz Liszt à Budapest (Hongrie)
- 2010 : Deuxième prix au Concours international de Piano Frédéric Chopin et Prix de la meilleure performance dans la Polonaise-Fantaisie, Op.61 et dans un concerto.